# Paychex
Paychex, Inc. — американська компанія, що спеціалізується на постачанні послуг розрахунку заробітної плати, кадрового адміністрування та аутсорсингу бізнес-процесів для малого та середнього бізнесів. Штаб-квартира компанії знаходиться у місті Пенфілд (Нью-Йорк). Станом на 31 березня 2014 року Paychex має більше 100 офісів на території континентальних США та Німеччини.
Станом на червень 2025 року Paychex посідає 638-ме місце у списку Fortune 500.